# كلاوس فيش
كلاوس فيش (بالألمانية: Klaus Fisch)‏ هو رسام ألماني، ولد في 23 يونيو 1893 في Sehlem, Rhineland-Palatinate ‏ في ألمانيا، وتوفي في 15 نوفمبر 1975 في دورن في ألمانيا.